# Noosa North Shore
Noosa North Shore är en del av en befolkad plats i Australien. Den ligger i kommunen Sunshine Coast och delstaten Queensland, omkring 120 kilometer norr om delstatshuvudstaden Brisbane. Antalet invånare är 121. Den ligger vid sjön Lake Cooroibah.
Närmaste större samhälle är Tewantin, nära Noosa North Shore. 
I omgivningarna runt Noosa North Shore växer i huvudsak städsegrön lövskog. Runt Noosa North Shore är det ganska tätbefolkat, med 144 invånare per kvadratkilometer. Genomsnittlig årsnederbörd är 1 898 millimeter. Den regnigaste månaden är januari, med i genomsnitt 360 mm nederbörd, och den torraste är september, med 41 mm nederbörd.